# Mary Kenneth Keller
Mary Kenneth Keller, född 17 december 1913 i Cleveland i Ohio, död 10 januari 1985 i Dubuque i Iowa, var en amerikansk nunna inom den romersk-katolska kyrkan samt pionjär inom datavetenskap. År 1965 blev hon, tillsammans med ytterligare en person, den första någonsin att doktorera i datavetenskap.

## Biografi
År 1932 klev Mary Kenneth Keller som 18-åring in i klostret Sisters of Charity of the Blessed Virgin Mary i Iowa. Åtta år senare avlade hon sitt nunnelöfte.
Keller utbildade sig på college och avlade examen i matematik och fysik. Som kvinna var hon vid den tiden portad från många arbetsplatser inom sitt fält och hon hade svårt att hitta någonstans att praktisera sina färdigheter. År 1958 gjorde Dartmouth College dock ett undantag från sin policy att endast ta in män och lät Keller börja arbeta på deras center för datavetenskap. Tillsammans med John G. Kemney och Thomas E. Kurtz och en handfull övriga studenter hjälpte hon till att utveckla programmeringsspråket Basic. Basic var utvecklat för att vara så pass enkelt att även människor utan teknisk eller matematisk utbildning skulle kunna använda det.
År 1965 blev Mary Kenneth Keller en av de två första i historien att doktorera i datavetenskap. Efter det grundade hon en datavetenskapsavdelning på Clarke College i Iowa, ett katolskt lärosäte för kvinnor, och var dess ledare under 20 år. I en tid då få såg poängen med att kvinnor skulle lära sig att använda datorer ägnade sig Keller åt att göra utbildning och information tillgänglig för alla. Bland annat anordnade hon utbildningar för vuxna och lät hemmafruar ta med sina barn till lektionerna. Keller grundade även föreningen the Association Supporting Computer Users in Education, en organisation som fokuserade på att hjälpa lärare att använda datorer för att främja studenternas lärande.